# Breidenbach (Francia)
Breidenbach è un comune francese di 366 abitanti situato nel dipartimento della Mosella nella regione del Grand Est.

## Società

### Evoluzione demografica
Abitanti censiti